# 223 (tal)
223 är det naturliga talet som följer 222 och som följs av 224.

## Inom vetenskapen
- 223 Rosa, en asteroid.

## Inom matematiken
- 223 är ett udda tal.
- 223 är ett primtal.
- 223 är ett Caroltal.
- 223 är det enda talet som behöver 37 termer för att uttrycka den som summan av positiva femtepotenser. Se vidare Warings problem